# Manilski galeoni
Manilski galeoni ali Manila-Acapulco galeoni so bile španske trgovske ladje, ki so enkrat ali dvakrat na leto prečkale Tihi ocean med Manilo na Filipinih in Acapulcom v Novi Španiji (danes Mehika). Ime ladje se je spreminjalo glede na mesto, iz katerega je ladja plula. V uporabo so prišle leta 1565, ko je Andrés de Urdaneta odkril trgovsko pot. S pomočjo manilskih galeonov je trgovina s svilo in drugimi bogastvi Vzhoda v zamenjavo za evropske produkte in mehiško srebro potekala skoraj 250 let, dokler ni bila ukinjena leta 1815 zaradi Mehiške vojne za neodvisnost. V tistem času je bila galeonska trgovska pot najpomembnejša pot za trgovinsko in kulturno izmenjavo med Evropo in Azijo preko Amerike. Galeonska potovanja, okrog 9000 morskih milj v vsako smer, so bila najdaljša pomorska potovanja na svetu v tistem času.